# Religija na Malti
Religija na Malti postoji u sklopu više vjerskih zajednica. Malteškim ustavom zajamčena je sloboda svim religijama, a rimokatoličanstvo je državna religija. Prema procjenama oko 98% stanovništva Malte su rimokatolici, zbog čega je ovo zemlja sa skoro najvećim udjelom katolika u stanovništvu. U cijeloj državi postoji oko 360 crkvi, što je praktički jedna crkva na 1000 stanovnika. Župne crkve (il-parroċċa ili il-knisja parrokjali) su zemljopisno i kulturno središte svakog naselja u državi. Svako mjesto obilježava dan svog sveca zaštitnika s glazbenim povorkama, procesijama, posebnim misama, vatrometom i drugim oblicima slavlja.
Kršćanstvo je na Maltu donio Sveti Pavao 70. godine, kad se njegov brod nasukao na ove otoke. Najranijom kršćanskom bogomoljom na otoku smatra se pećina sv. Pavla, koja se nalazi na sjeveroistoku Malte, u kojoj je on navodno bio zatočen. Ostaci kršćanskih grobova i obreda nađeni su u blizini pećine, a datiraju iz 3. stoljeća. Diljem otoka nalaze se katakombe iz razdoblja rimskih progona kršćana, od kojih su najpoznatije katakombe sv. Pavla i sv. Agate. Također na otoku postoji nekoliko crkvi u špiljama, ukljućujući i onu u špilji kod Mellieħe, gdje je prema legendi, Sveti Luka naslikao Bogorodicu. Ovo je hodočasničko odredište još od srednjeg vijeka.
Stoljećima je nadležnost nad kršćanskom zajednicom na Malti imala Palermska biskupija, osim za vrijeme Karla I. Anžuvinca. To je ojačalo veze Malte sa Sicilijom i Italijom, te vjerojatno pridonijelo činjenici da je talijanski jezik stoljećima bio glavni jezik kulture na Malti. Od 1808., svi malteški biskupi bili su Maltežani. Kao rezultat normandijske i španjolske vladavine, kao i vladavine Malteških vitezova, Malta je postala i ostala pobožna katolička zemlja. Sveta inkvizicija također je imala dugu tradiciju na otocima od njena osnivanja 1530. godine. Zadnji inkvizitor je napustio ovoe otoke 1798., nakon što su Malteški vitezovi kapitulirali pred snagama Napoleona.
Sveci zaštitnici Malte su Sveti Pavao, Sveta Agata i Sveti Juraj. Iako nije svetac zaštitnik, sv. George Preca (San Ġorġ Preca) je duboko poštovan kao prvi malteški svetac. Službeno ga je kanonizirao papa Benedikt XVI. 2007. godine. Mnogi Maltežani su priznati kao blaženi, kao što su Maria Adeodata Pisani i Nazju Falzon koje je 2001. beatificirao papa Ivan Pavao II.
Vjernici lokalnih protestantskih crkvi u većini slučajeva nisu Maltežani, nego umirovljeni Britanci koji žive na ovim otocima. Ovdje živi i oko 500 jehovinih svjedoka, te 60 pripadnika ostalih crkava, kao što su mormoni i evangelisti. Crkve ostalih kršćanskih zajednica su prezbiterijanska i metodistička crkva sv. Andrije u Valletti, anglikanska katedrala sv. Pavla i crkva u Birkirkari adventista sedmog dana.
Židovska zajednica Malte dosegla je svoj vrhunac u srednjem vijeku za vrijeme normanske vlasti. Godine 1479., Malta i Sicilija potpale su pod aragonsku vlast, tijekom koje je 1492. donesen Alhambrijski dekret koji je prisilio sve Židove na napuštanje zemlje. Zen budizam i bahaizam imaju oko 40 vjernika. U državi postoji jedna džamija. Na Malti živi oko 3000 muslimana, od kojih su većina stranci. Nedavno je otvorena i islamska osnovna škola.

## Vjerska struktura
Procjene koje navodi CIA za 2011. govore o sljedećem vjerskom sastavu:
- rimokatolici (službena vjera), više od 90%

## Galerija
- Širenje kršćanstva u Europi i na Sredozemlju.
- Europa u doba velike podjele 1054. godine.
- Religija u Europi, na Sredozemlju i na Bliskom Istoku 1100.
- Religije u Europi 1560.